# Thespea aka
Thespea aka — вид лускокрилих комах родини Limacodidae. Відкритий у 2021 році.

## Поширення
Ендемік Індії. Поширений у штаті Аруначал-Прадеш. Типовий зразок зібраний у селищі Бхалукпонг в окрузі Західний Каменг.